# Aquis subsimilis
Aquis subsimilis är en fjärilsart som beskrevs av Embrik Strand 1917. Aquis subsimilis ingår i släktet Aquis och familjen trågspinnare. Inga underarter finns listade i Catalogue of Life.